# Траса Сікерковська (Варшава)

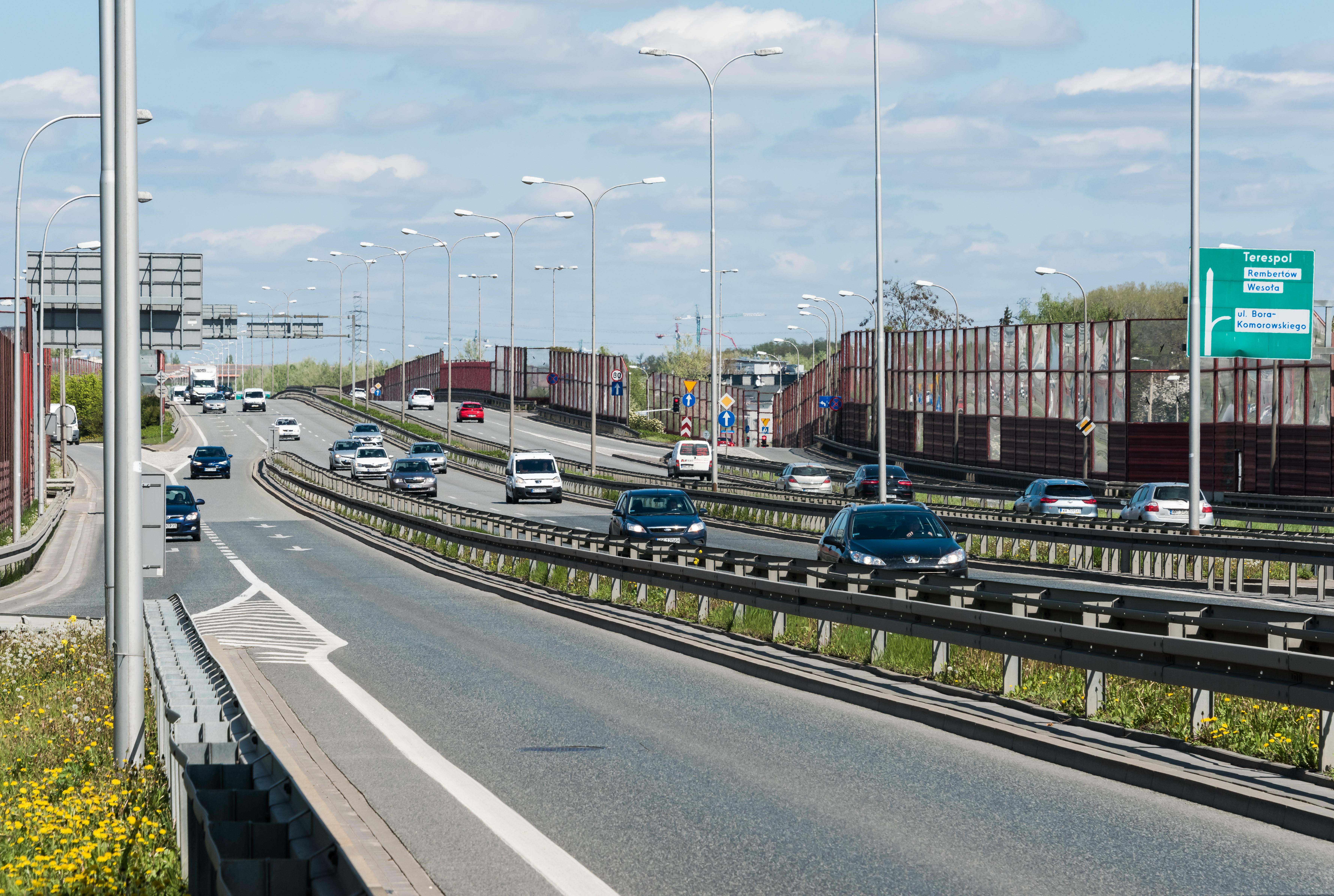
Траса Сікерковська на ділянці між вулицями Вал Медзишинський та Тадеуша Бора-Коморовського

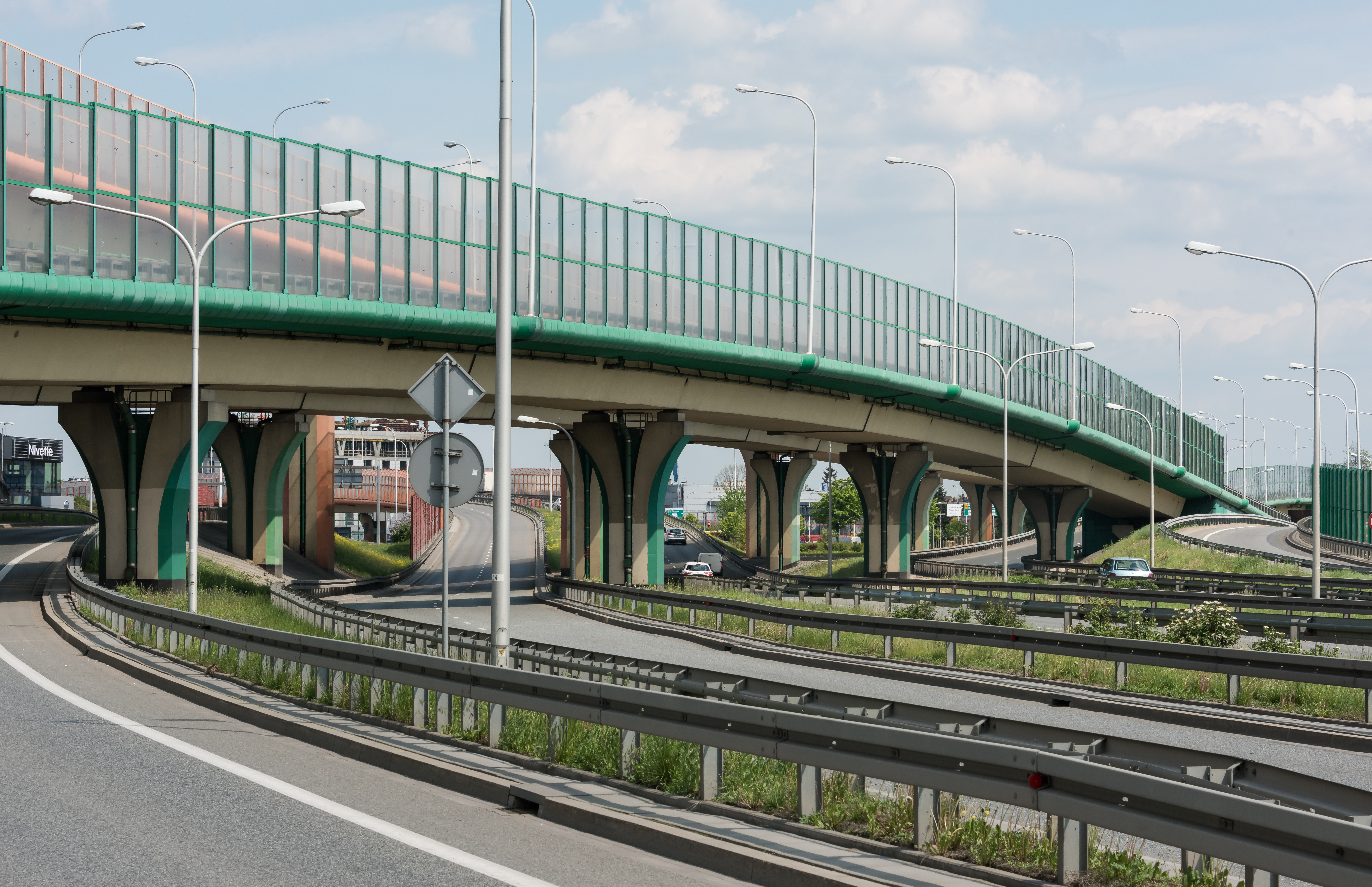
Розв'язка «Марса» (Marsa)

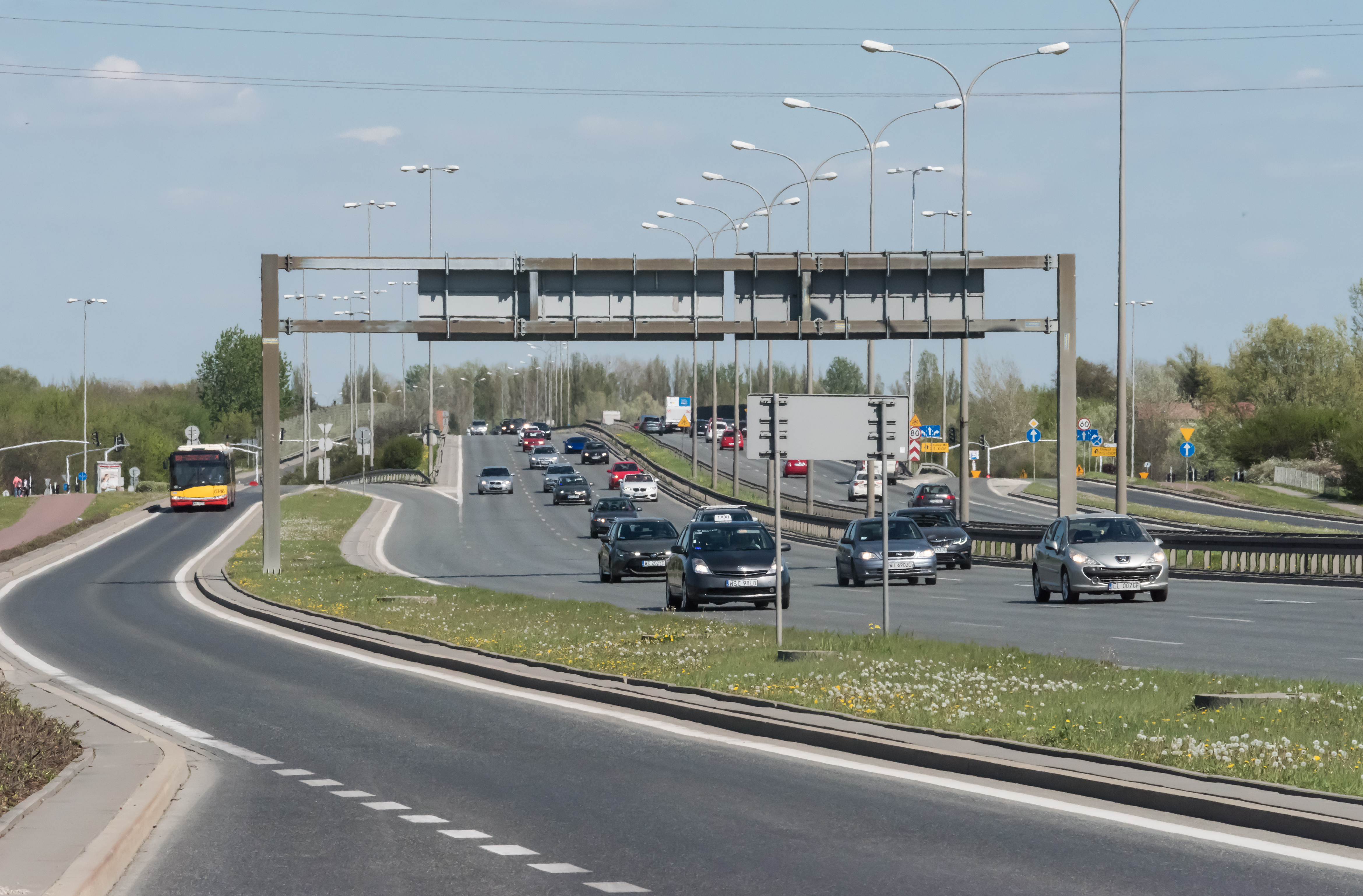
Алея Юзефа Бека

Траса Сікерковська (пол. Trasa Siekierkowska) — швидкісна дорога у Варшаві, що з'єднує лівобережну та правобережну частини міста. Є частиною Варшавської кільцевої дороги .

## Історія
Перші плани будівництва Сікерковського мосту були ще до Другої світової війни.
Після початку в 1970-х будівництва великого комплексу житлових масивів в Урсинові (на лівому березі Вісли), виникла необхідність покращити транспортну інфраструктуру цієї частини міста. У 1982 році проєкт нової траси, що проходить через центр Секірек, був включений до плану розвитку цієї території. У квітні 1986 року конструкторське бюро «Stolica», на замовлення Воєводського управління доріг і мостів, приступило до розробки можливих варіантів траси. У 1990-ті роки вона планувалася як швидкісна дорога S631.
Метою побудови траси було розвантаження центру Варшави від дорожнього руху, особливо для сполучення між Прагою-Полуднє та Мокотовом з Урсинувом. 1 березня 2000 року було закладено наріжний камінь і розпочато будівництво.
Будівництво Траси Сікерковської було поділено на 6 етапів. Першу частину маршруту (Сікерковський міст та сполучення між мостом і вулицею Черняковської) було відкрито 21 вересня 2002 року. Будівництво, включаючи під'їзні шляхи, тривало 2 роки. Маршрут відкривали, серед інших, : Президент Республіки Польща Олександр Квасьневський, Прем'єр — міністр Лешек Міллер, Голова Сейму Марек Боровський, Віце — Голова Сенату Казімеж Куц.
Завершення будівництва спочатку планувалося на початок 2006 року. Будівництво траси було завершено в червні 2007 року, а розв'язки «Марса» (Marsa) — в 2010 році.
На початку серпня 2006 року введено в експлуатацію половину траси від мосту в сторону вулиці Марса, а в другій половині жовтня відкрито половину в іншу сторону.
В червні 2007 року введено в експлуатацію розв'язку з вулицями Остробрамська і Пловецька. До лютого 2009 тривали переговори з власниками земельної ділянки, на якій повинна була бути побудована розв'язка Траси Сікерковської з вулицею Марса. Завдяки змінам у законодавстві, в другій половині лютого будівництво поновилося.
Траса Сікерковська з'єднує розв'язку на перехресті вулиць Черняковської та Вітоса у Мокотові з перехрестям вулиць Остробрамська, Марса та Пловецька у районі Вавер. У її склад входять:
- Алея Юзефа Бека[3]
- Сікерковський міст
- алея ген. Б. Вєняви-Длугошевського[4]

З 1 січня 2014 до 20 грудня 2021 (до відкриття тунелю S2 під Урсинувом) була частиною національної дороги № 2 та європейського маршруту E30.
У лютому 2023 року стала частиною воєводської дороги № 628, що з'єднує розв'язку Пулавська (Puławska) в межах південної об'їзної дороги Варшави зі швидкісною дорогою S17 на кордоні Варшави та Закрету. Буквально через кілька днів ділянку траси на західному березі Вісли разом із Сікерковським мостом було позбавлено категорії воєводської дороги та перейменовано в дорогу повятову.

## Конструкція
З лівого боку Вісли Траса Сікерковська проходить по естакадах, місцями спираючись лише на земляні вали. Траса має по 3 смуги в кожному напрямку та кілька розв'язок. Під нею пролягають тротуари для пішоходів і велосипедні доріжки. Траса захищена звукопоглинаючими екранами. Крім того, у кількох місцях є невеликі перехрестя для місцевого руху.
На правому березі Вісли Траса Сікерковська побудована на земляному валу.